# 海南黄皮
海南黄皮（学名：Clausena hainanensis）为芸香科黄皮属的植物，是中国的特有植物。分布于中国大陆的海南等地，生长于海拔950米的地区，见于石灰岩山地，目前尚未由人工引种栽培。
其种加词“hainanensis”意为“海南的”。